# 永恆之夏
《永恆之夏》（羅馬化：Beskonechnoe leto）是一款视觉小说遊戲，由俄羅斯的蘇維埃遊戲工作室（Soviet Games）製作。故事描述身為繭居族的主角謝米揚於21世纪的某日因不明原因时间旅行回到1980年代的苏联，參加了苏联少先队的夏令營，並結識了數名女性人物的戀愛遊戲。遊戲於2013年12月發行俄語版本，並於2014年11月於Steam發行英語版本。永恆之夏因其以蘇聯為背景的獨特題材，且為免費之成人遊戲，因而引起關注。儘管為限制級美少女遊戲，但限制級內容在上架至Steam前，已先行移除；玩家仍可透過安裝補丁的方式激活這些內容。

## 系統
本遊戲使用Ren'Py遊戲引擎開發，以創用CC-姓名標示-非商業-相同方式授權。玩家扮演謝米揚，以如同讀小說一般的閱讀方式來冒險遊戲。過程會有不同的選項可供選擇，選擇不同的選項將可能導致遊戲內不一樣的變數，以致於滿足不同的故事結局門檻。
故事可供主角針對的女性人物有六位，依完美結局與悲劇結局的計算，最後產生的結局共有十三種，每種結局皆可於Steam上開啟一個成就。
遊戲於上架時已關閉成人情色內容，但將指定的程式放置於指定的目錄下，則能解開成人情色內容。

## 劇情
故事開始，一名隱蔽青年謝米揚生活於二十一世紀的現代，就學中卻不善與人交流。某個冬天早晨，一如往常，謝米揚乘著去上學的410號公車，在公車上睡著了。一覺醒來卻變成夏天了，而車上的人也全數消失，並停在一個蘇聯時代的夏令營前。
謝米揚下車後，不敢置信冬天變夏天，並且來到蘇聯時代。就在謝米揚站在夏令營前思考這一切時，斯拉薇雅出現與他交談，並邀請他進入夏令營與奧麗加·德米特里耶芙娜了解狀況。謝米揚在與奧麗加·德米特里耶芙娜交流後，了解可能暫時無法回到以前的生活，因而接受建議留下。
在營隊的七日生活中，謝米揚與營隊裡的女性人物各有互動，會引導出不同的結局路線。

### 結局列表
謝米揚完美結局
謝米揚發現這個世界的循環性，於是靠著自身意志的堅持，最終回到二十一世紀。回到網路上後，發現有人跟他聊關於夏令營的事情。
謝米揚悲劇結局
同完美結局，但在準備離開的路上，被神祕的聲音呼喚，然後慘遭殺害。
斯拉薇雅完美結局
因奧麗加·德米特里耶芙娜的強制，謝米揚索性與斯拉薇雅私奔，一起上了公車離開。
謝米揚回到二十一世紀後，在公車站牌遇到斯拉薇雅。原本斯拉薇雅在等末班車，但久候不到，於是謝米揚邀請他至寒舍一住。在聊天中，得知兩人都作過相同的夢，一段一同至夏令營的回憶。
斯拉薇雅悲劇結局
同完美結局，但在公車站只有孤獨一人等車。
愛麗莎完美結局
謝米揚和愛麗莎喝醉了，醒來後發現全夏令營都沒有人，只剩他們倆。於是愛麗莎提議到城裡去找，讓謝米揚背著兩人的行李往城裡走去。走到半路兩人起了爭執，並停下點了營火準備過夜。最後公車來了，兩人一起上車離開。
謝米揚最後回到二十一世紀，因為對愛麗莎的熱愛，自行學習吉他建立樂團。於一年後成功演出。在演出後，於後臺與愛麗莎相遇，謝米揚詢問了有關夏令營的事，但愛麗莎並不知道夏令營這件事。
愛麗莎悲劇結局
同完美結局，但演出結束後並沒有遇到愛麗莎。
蓮娜完美結局
營隊提早結束，謝米揚與蓮娜互相告白，然後一起收拾行禮準備等公車離開。
和蓮娜在蘇聯時代結婚，並生了小孩。過了數年後，將這段夏令營的回憶記錄成了故事小說。
蓮娜悲劇結局
在準備等公車前，蓮娜在自己的小木屋自殺了。謝米揚坐著公車離開，回到了二十一世紀。由於太過思念蓮娜，於是在點一盞蠟燭緬懷後，於自家浴缸中割腕自殺。

## 人物列表
謝米揚（羅馬化：Semyon）
故事的主角，男性，在21世紀是一名隱蔽人士。故事裡主角常上名為iichan.hk（Ычан）的俄羅斯知名網站。社交能力低落，於現實生活裡與人沒有互動。
奧麗加·德米特里耶芙娜（羅馬化：Olga Dmitrievna）
名字是由歐嘉·尼古拉耶芙娜和叶莲娜·德米特里耶芙娜·斯塔索娃結合而來的。人物原型是代表iichan.hk執行長的吉祥物或鐵鎚娘（該站的留言板糾察）。
夏令營的領隊，女性，與謝米揚共住同一小木屋。
斯拉薇雅（羅馬化：Slavya）
名字由來是俄語的「榮耀」。人物原型是2ch.hk三位吉祥物之一的榮耀娘。
夏令營的小隊長，女性，謝米揚在營隊裡認識的第一位朋友。具有領導能力，常指導謝米揚如何進行活動。
蓮娜（羅馬化：Lena）
人物原型是iichan.hk吉祥物沉默娘。
表面文靜的女性人物，平時與愛麗莎不合。划船能力很強，靠著自己的能力常划船到外島。喜歡讀書，第一次遇到謝米揚時，正讀著暮蟬悲鳴時。並且非常喜歡謝米揚。
愛麗莎（羅馬化：Alisa Dvachevskaya）
人物原型是2ch.hk的三位吉祥物之一的Dvach娘。2ch.hk的原本的標識就是閃電，以2ch.hk標識作為髮型就會像皮卡丘尾巴，故又名皮卡丘女孩。
意義上的「壞女孩」，與蓮娜不合，但喜歡看的書都是暮蟬悲鳴時。常與烏里揚娜玩在一起，一起作弄謝米揚。能把吉他彈奏地非常好。
烏里揚娜（羅馬化：Ulyana）
名字是由列宁原名烏里揚諾夫變型而來的。人物原型是2ch.hk的三位吉祥物之一的蘇聯娘。
未成年的女孩，常穿著CCCP（羅馬化：SSSR）字樣的服裝，個性頑皮不服輸，並且愛欺負謝米揚。喜愛足球，運動能力很強。
未來（羅馬化：Miku）
初音未來的衍生作品。具有很好的歌唱能力，為音樂社的一員。為隱藏路線的人物。
尤莉雅（羅馬化：Yulya）
人物原型來自莫斯科東南行政區吉祥物。
具貓耳的人物。謝米揚來到被送到這個夏令營背後的關鍵人物。為隱藏路線的人物。
熱妮雅（羅馬化：Zhenya）
戴眼鏡的女孩，負責管理圖書館。對主角謝米揚非常討厭。個人故事可於單獨的遊戲模組裡遊玩。
扼力克特羅尼克（羅馬化：Elektronik）
名字來自「电子学」。人物原形來自蘇聯影集電子冒險的主角。
夏令營第一個認識的男性，個性有些迷糊，非常普通的人物。機器人社的一員。
舒里克（羅馬化：Shurik）
人物原型來自蘇聯喜劇演員德姆揚連可。
非常聰明的男性，立志於製造機器人，是機器人社的一員。
薇歐拉（羅馬化：Viola）
人物原型來自iichan.hk的吉祥物對撞機大人。
保健室的護理人員，女性，喜愛伏特加。

## 開發歷史
```
本遊戲的人物大多來自俄羅斯類
雙葉頻道
的圖片式看板iichan.hk、2ch.hk等的
吉祥物
。一開始遊戲開發時，只有《色情遊戲》（
俄語：
，
羅馬化：
Eroge
）這個名稱，直至2011年6月22日才有了現在這個名稱。
[
12
]
遊戲的開發模式是以社群開發的方式來討論，與
片輪少女
的開發歷史與發展相似。
```

畫家們於2007年相繼創造這些形象的原型人物。在2007年年尾，相繼有網友開始討論以蘇聯少先隊為主題的故事。而計劃的展開則於2008年隨著沉默娘（蓮娜的原型）新造型的出現而開始。
原本只在iichan.hk的/b/區集合意見，後來將專案移至iichan-eroge自己架設的部落格。而iichan.hk也為這個專案在導覽列上提供外連結。
遊戲開發過程過於緩慢是網友對這個專案最多的批評聲，到了2010年1月才釋出了展示版本。年底，iichan-eroge團隊發行了先行版視覺小說《Wintertale》。《Wintertale》的人物與舞臺皆與《永恆之夏》相同，但遊戲方式與劇本皆較後者陽春，缺少了選項與結局。
雖然發行了先行版，但進度卻嚴重遲緩。直至2013年12月，俄羅斯語1.1版才成功完成，這個版本內含成人情色內容。
經過社群的努力，英文翻譯的1.2版終於在一年後的11月加入，並上架到Steam，成為Steam首個免費的成人情色遊戲，且移除了先前版本的成人情色內容。
2015年7月，網友將西班牙語的翻譯檔提交至社群成為當前的版本。
遊戲的討論也從iichan.hk擴散出去，2ch.hk的板友也為這個遊戲於2014年10月特別增設/es/板來討論。

### iichan-eroge與蘇維埃遊戲工作室的關係
iichan-eroge是開發遊戲的社群，社群會討論各種遊戲的開發。而蘇維埃遊戲工作室並不存在，這是iichan-eroge專門給予參與本遊戲開發的貢獻者所虛設的工作室。

## 評價
本遊戲原未有漢語版本，在大中華地區缺乏知名度，主要的接觸途徑來自Steam的免費遊戲。現已於2016年9月30日加入簡體中文。因遊戲源自俄羅斯本土動漫文化，主要的玩家來自俄語文化圈。
截至2015年8月，本遊戲於Steam獲得全部評論玩家8,329票中的7,847票（94.21%）好評，不泛來自英語的評論。其他遊戲評論，來自Metacritic的評論獲得203票中的184票（90.64%）好評，視覺小說資料庫（vndb.org）也有498票的平均分數7.45分。

## 外部連結
- 官方网站（英語）
- Steam （页面存档备份，存于）
- 《永恆之夏》在視覺小說數據庫的頁面 （英文）